# John Adams Whipple
Científico y astrónomo. Descubrió numerosas constelaciones y espacios vacios en la Vía Lactea, pero lo que más destaca es la primera observación de Vega, la quinta estrella mas brillante de los cielos nocturnos. John Adams era conocido por ser un astronómo muy controvertido y el primer hombre de la época que puso en debate público la edad del Sol. 
Sus estudios se hicieron famosos junto al astrónomo y Profesor de Harvard Willian Bond, al descubrir en la constelación de Lyra a la estrella Vega.
Por su luminosidad y cercanía con la Vía Lactea, Vega fue expuesta al mundo científico en el año 1850 y junto a las numerosas fotografías que se tomaron de la estrella, se determinó que era más masiva que el Sol, pero mas jóven. En una de las observaciones desde el Observatorio del colegio de Harvart se pudo realizar la primera fotografía de una estrella y su espectro de luminosidad.
John Adams Whipple murio el 21 de agosto de 1871 en un trágico accidente.
- Datos: Q1351738
- Multimedia: John A. Whipple / Q1351738